# Луис Хесус Фернандес де Кордоба и Салаберт, 17-й герцог Мединасели

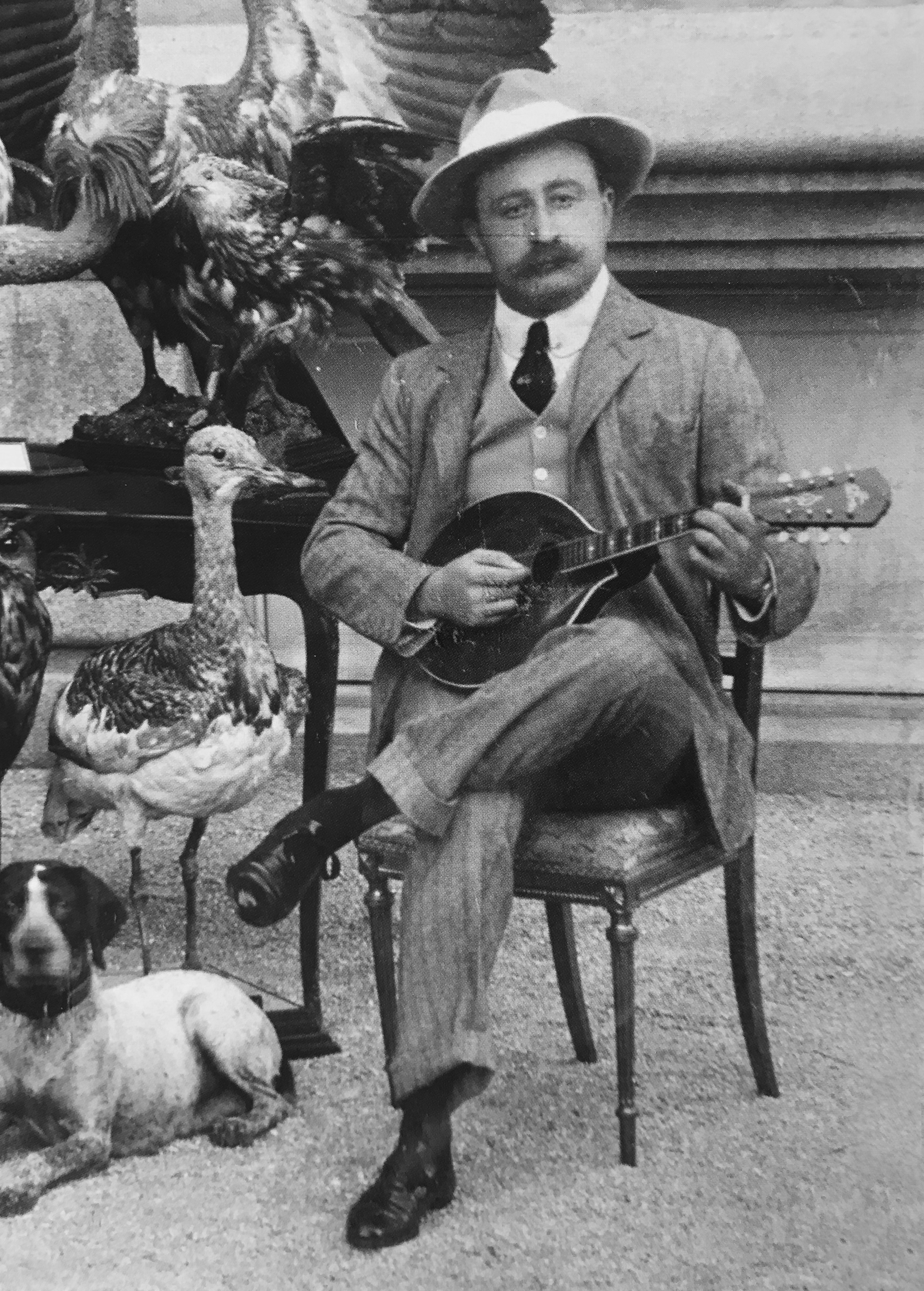
Герцог Мединасели, фото 1923 года

Луис Хесус Фернандес де Кордова-и-Салаберт, 17-й герцог Мединасели (исп. Luis Fernández de Córdoba y Salabert; 16 января 1880, Мадрид — 13 июля 1956, Мадрид) — испанский аристократ, глава дома Мединасели и 17-й герцог Мединасели (1879—1956), известный охотник.

## Биография

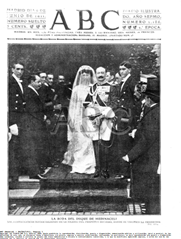
Первая свадьба герцога Мединасели в 1911 году

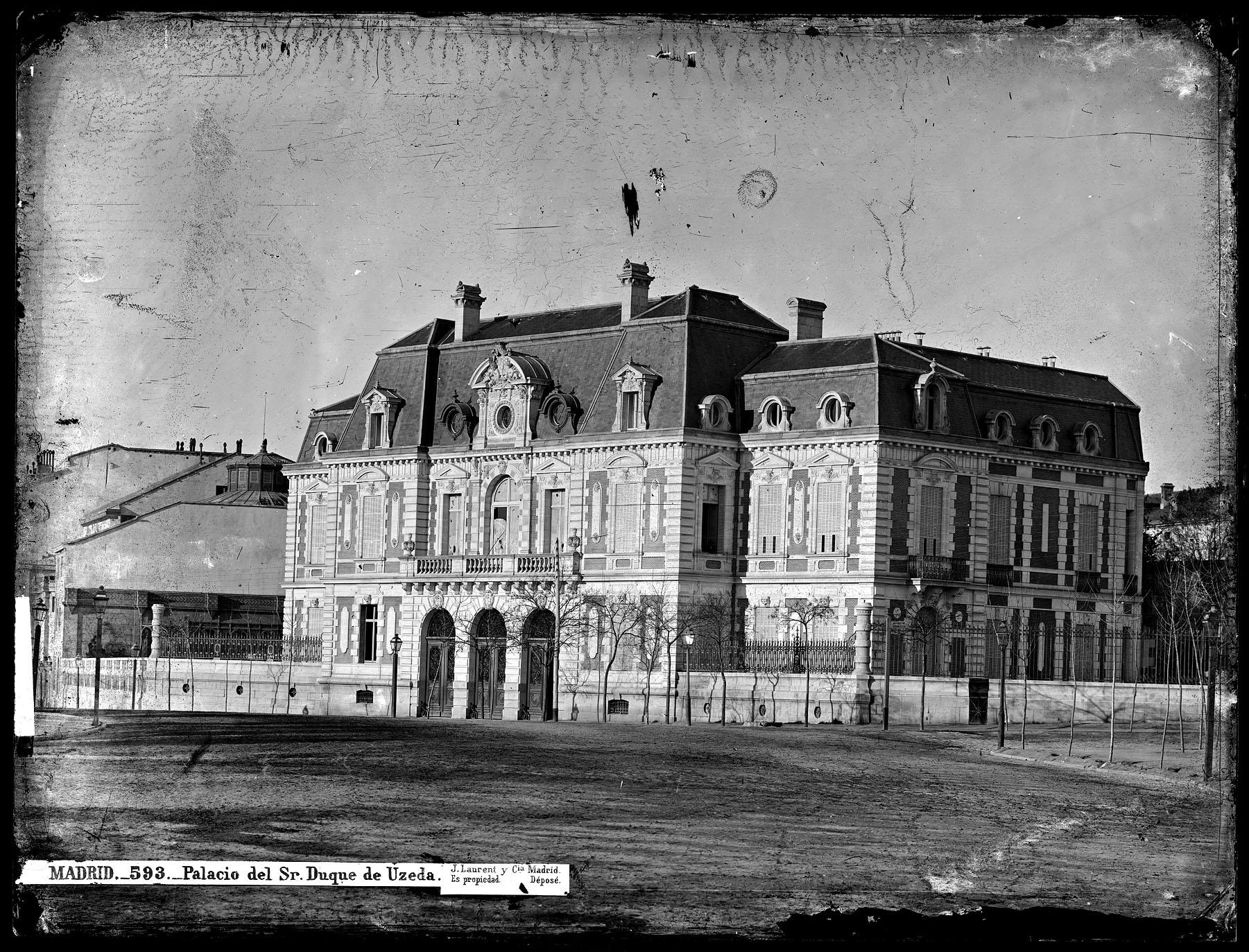
Дворец герцога Уседа (позже Мединасели) в Мадриде, дом дона Луиса, ок. 1875 года.

Родился 16 января 1880 года в Мадриде. Единственный сын Луиса Марии Фернандес де Кордова-и-Перес-де-Баррадаса, 16-го герцога Мединасели (1851—1879), и его второй жены Касильды Ремихии де Салаберт-и-Артеаги, 9-й маркизы Торресильи (1858—1936). Его крещение состоялось на следующий день после его рождения в приходской церкви Сан-Луис-Обиспо в Мадриде. Он родился посмертно от своего отца, который погиб в результате несчастного случая на охоте годом ранее, поэтому с момента своего рождения он принял исторические титулы дома Мединасели.
Его мать, которая сама стала герцогиней Сьюдад-Реаль, снова вышла замуж за политика Мариано Фернандес де Хенестросу, герцога Санто-Мауро (1858—1919), в 1884 году. Через них герцог Мединасели приходился сводным братом Рафаэлю и Касильде Фернандес де Хенестроса.
По данным Института аграрной реформы, в 1931 году герцог Мединасели был крупнейшим аграрным владельцем в Испании, владея примерно 71 146 гектарами земли.

## Браки и дочери

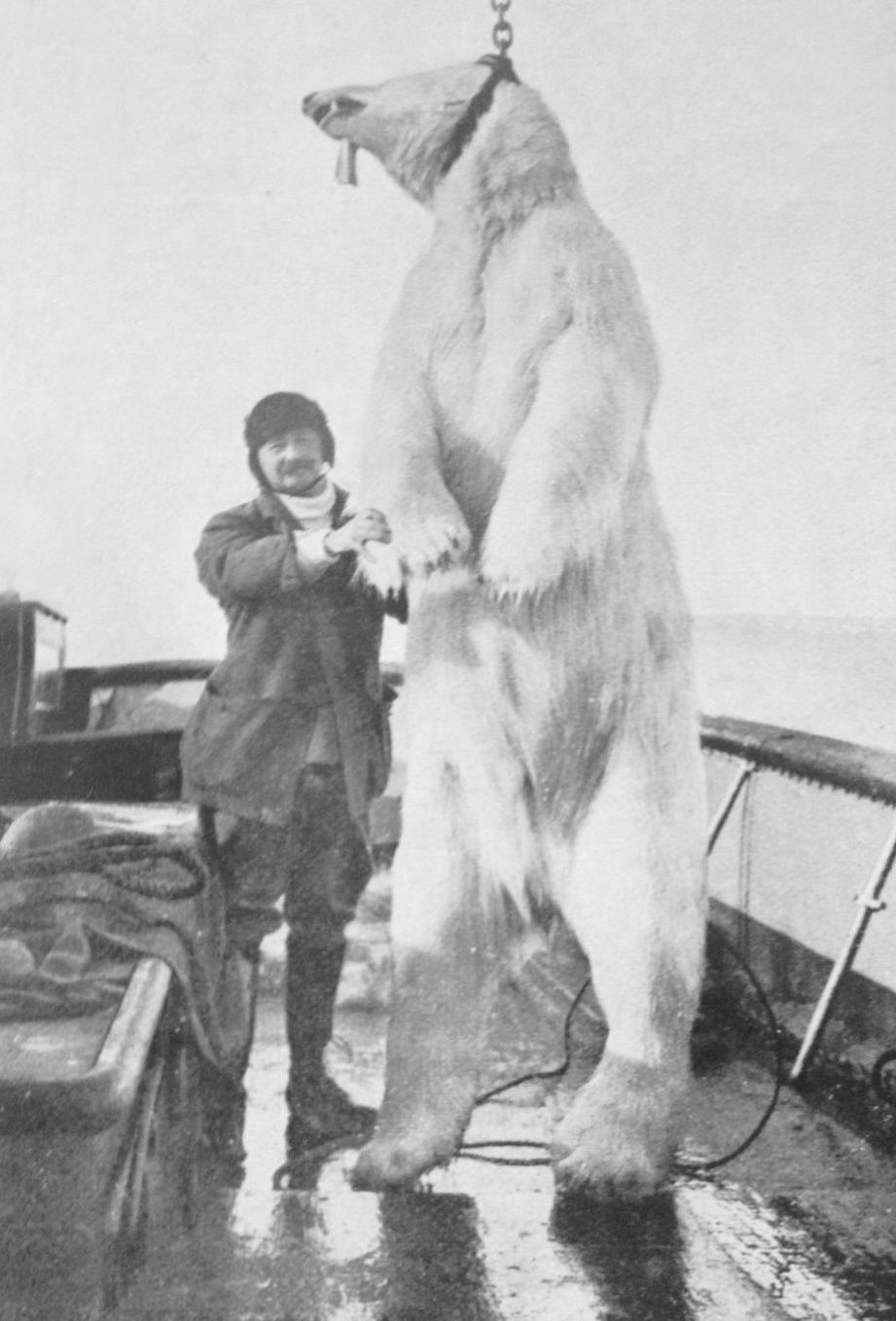
Герцог Мединасели в своей экспедиции на Северный полюс (фото ABC).

5 июня 1911 года герцог Мединасели женился первым браком в Мадриде на Ане Марии Фернандес де Хенестроса-и-Гайосо-де-лос-Кобос (30 марта 1879 — 11 сентября 1939), даме королевы Виктории Евгении, дочери Игнасио Фернандеса де Хенестроса Ортиса де Миньо, 9-го графа Мориана-дель-Рио (1851—1934), и Франсиски де Борха Гайосо де лос Кобос Севилья (1854—1926), племяннице его отчима.
От первого брака у него было две дочери:
- Виктория Евгения Фернандес де Кордова-и-Фернандес де Хенестроса (16 апреля 1917, Мадрид — 18 августа 2013, Севилья), которая сменила его во главе Дома Мединасели после его смерти в качестве 18-й герцогини Мединасели.
- Мария де ла Пас Фернандес де Кордова и Фернандес де Хенестроса (22 января 1919, Мадрид — 3 октября 1998, Алькала-де-лос-Гасулес), которая станет 16-й герцогиней Лерма в 1957 году.

В 1938 году умерла его первая жена Ана Мария. Он заключил второй брак 22 декабря 1939 года с Марией де ла Консепсьон Рей де Пабло Бланко (+ 1971). От второго брака у него родилась одна дочь:
- Касильда Фернандес де Кордова Рей (1941, Мадрид — 19 апреля 1998, Кордова), 20-я герцогиня Кардона

Считающийся одним из главных представителей охоты на крупную дичь в Испании, герцог совершал экспедиции в Восточную Африку (1908—1909) и на Северный полюс (1910; 1921). Кроме того, он сделал многочисленные публикации об охоте и в своем дворце в Мадриде основал музей естественной истории, коллекцию которого пришлось передать Музею естественных наук, когда в 1936 году разразилась Гражданская война.
После перенесенного инфаркта миокарда герцог умер 13 июля 1956 года во дворце Мединачели в Мадриде. Он похоронен в базилике Иисуса де Мединасели в Мадриде.

## Публикации
- Журнал моего кругосветного путешествия 1907, 1915
- Каталог европейских птиц в моей коллекции, 1915
- Как я охотился на жирафа для своей коллекции венаторов, 1915
- Арктическая экспедиция летом 1910, 1919.
- Заметки об охоте в английской Восточной Африке. 1919
- Киты, тюлени и тому подобное, 1924 г.
- Хищные птицы и их охота, 1927 г.
- Арктическая экспедиция летом 1921 года, 1929 г.
- Пророчество Ведьмы, 1940 г.
- Слон в науке, мифологии, традиции и истории, 1941 г.
- Краткая история охотничьего оружия, 1942 г.
- Охота на хищных птиц, 1942 г.
- Лось и его охота, 1943 г.
- Хищные птицы в соколиной охоте. 1943 г.

## Титулы и почести

### Титулы[3]
- 1880—1956: Его Превосходительство сеньор Луис Хесус Фернандес де Кордова-и-Салаберт, герцог Мединасели.

Луис Фернандес де Кордова имел ряд дворянских титулов, продуктом которых он был одиннадцать раз герцогом, семнадцать раз маркизом, пятнадцать раз графом и четыре раза виконтом, кроме того, пятнадцать из этих титулов имели титул гранда Испании, а один дал ему титул главного аделантадо Андалусии.

### Герцогства
- 15-й герцог Алькала-де-лос-Гасулес, гранд Испании
- 3-й герцог Дения, гранд Испании.
- 14-й герцог Каминья, гранд Испании.
- 19-й герцог Кардона, гранд Испании
- 12-й герцог Сьюдад-Реаль, гранд Испании
- 17-й герцог Ферия, гранд Испании
- 15-й герцог Лерма, гранд Испании
- 17-й герцог Мединасели, гранд Испании
- 7-й герцог Сантистебан-дель-Пуэрто, гранд Испании
- 18-й герцог Сегорбе, гранд Испании.
- 3-й герцог Тарифа, гранд Испании.

### Маркизы

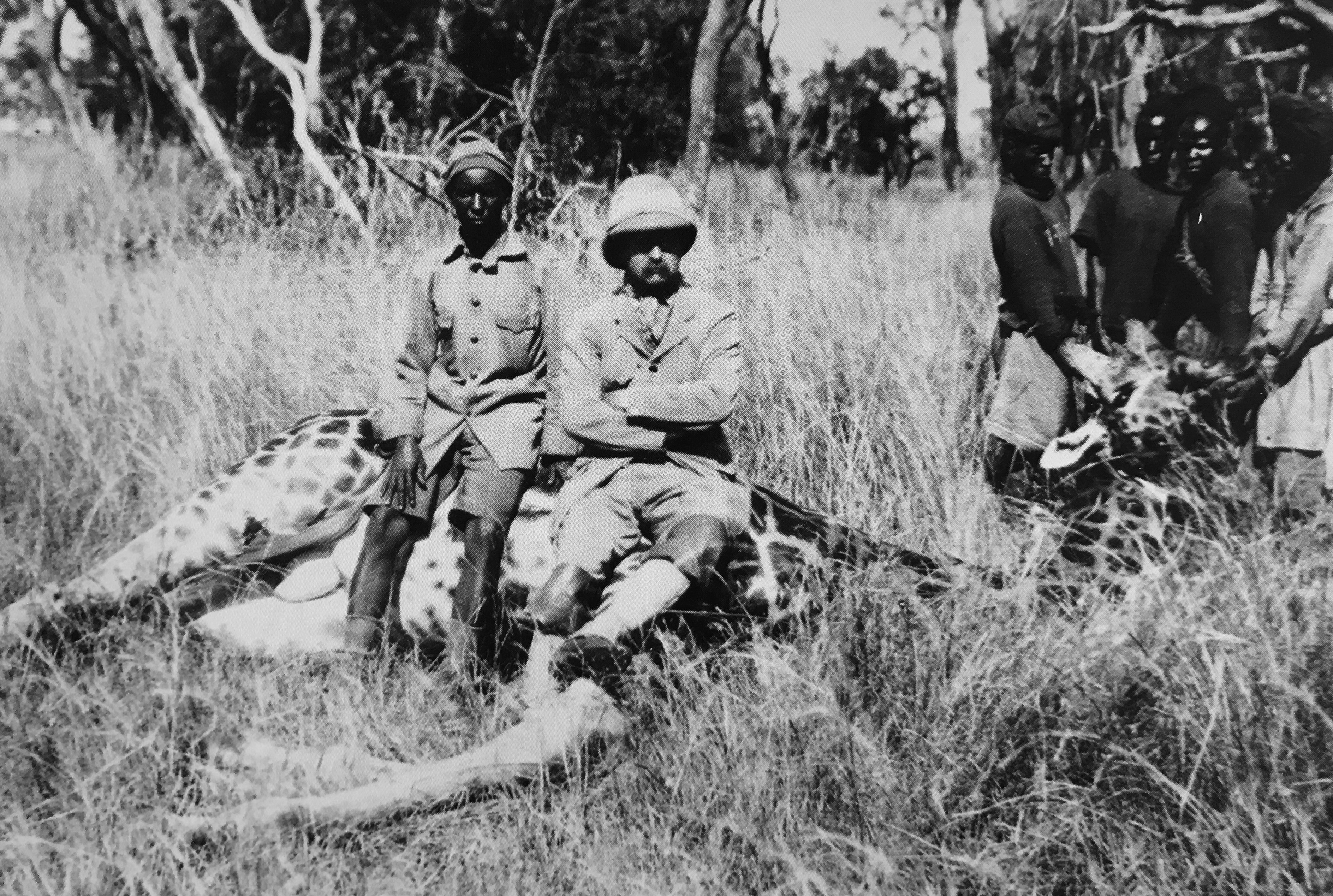
Герцог Мединасели (в пробковом шлеме) позирует со своим трофейным жирафом в Британской Восточной Африке, 1908 год.

- 13-й маркиз де Алькала де ла Аламеда
- 13-й маркиз де Айтона, гранд Испании.
- 15-й маркиз де Когольюдо
- 16-й маркиз де Комарес
- 18-й маркиз де Дения
- 11-й маркиз де Наваэрмоса
- 16-й маркиз де Лас-Навас
- 13-й маркиз де Малагон
- 14-й маркиз де Монтальбан
- 19-й маркиз де Пальярс
- 16-й маркиз де Приего, гранд Испании.
- 12-й маркиз де Солера
- 18-й маркиз де Тарифа
- 10-й маркиз де Торресилья, гранд Испании.
- 18-й маркиз де Вила-Реал
- 14-й маркиз де Вильяфранка
- 14-й маркиз де Вильяльба

### Графства
- 18-й граф Алкоутим
- 51-й граф Ампурьяс
- 12-й граф Арамайона
- 23-й граф Буэндиа
- 19-й граф Косентайна
- 15-й граф Кастельяр
- 18-й граф дель-Риско

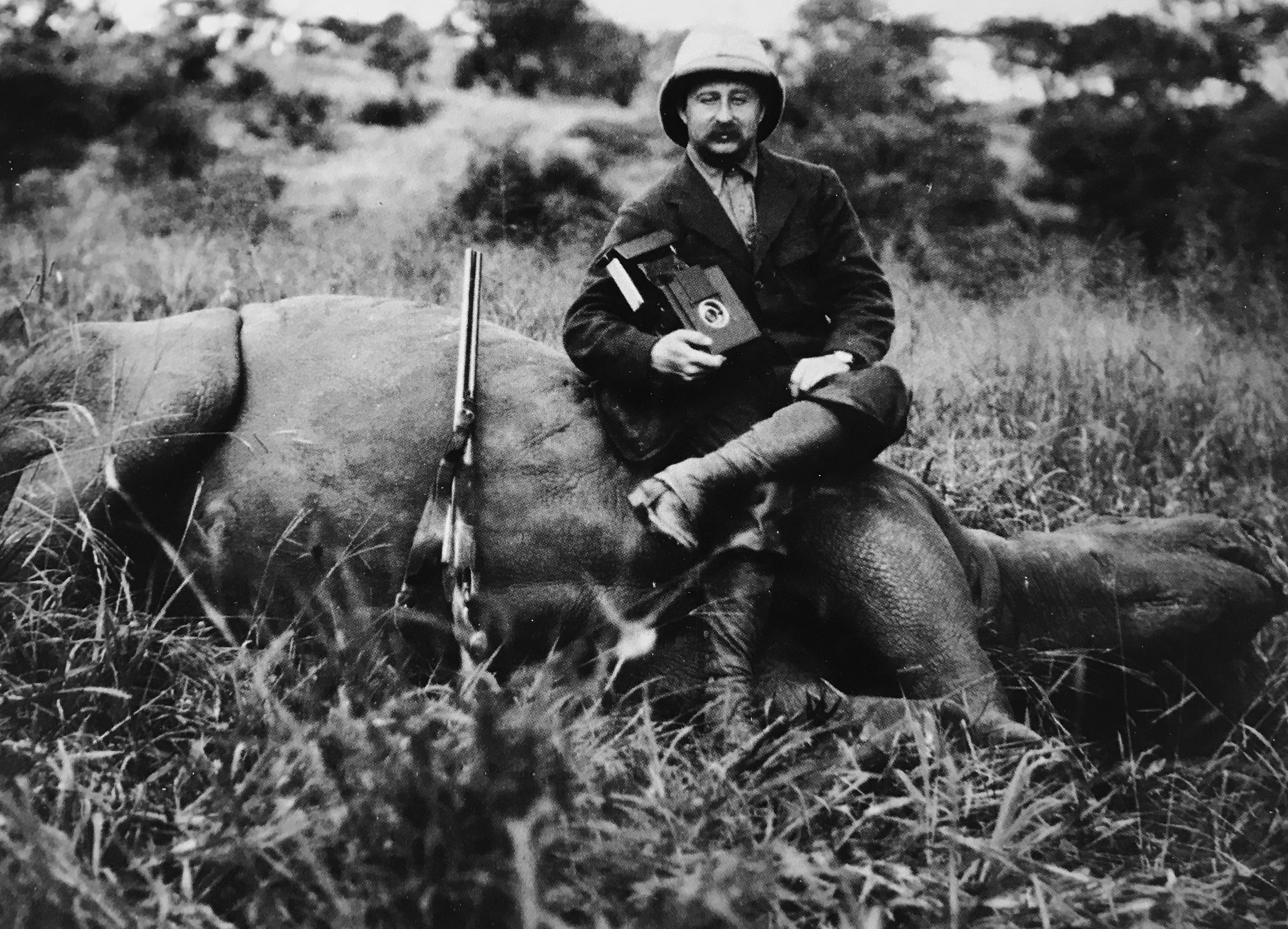
Со слоном и кордитом Holland & Holland.465 Nitro Express, 1909 г.

- 18-й граф Лос-Моларес, мэр Аделантадо Андалусии
- 18-й граф Медельин
- 7-й граф Офелия
- 21-й граф Осона
- 25-й граф Прадес
- 16-й граф Санта-Гадеа, гранд Испании
- 16-й граф Валенса-и-Вальядарес
- 13-й граф Вильялонсо

### Виконтства
- 45-й виконт де Бас
- 43-й виконт де Кабрера
- 11-й виконт де Линарес
- 41-й виконт Виламур

### Награды
- Кавалер Ордена Золотого руна (Королевство Испания, 02.04.1931).
- Цепь и Большой крест Ордена Карлоса III
- Кавалер Ордена Сантьяго
- Рыцарь Суверенного военного Мальтийского ордена
- Большой крест ордена Полярной звезды, Швеция
- Кавалер 1-й степени ордена Железной Короны (Австро-Венгерская империя).
- Большой крест Ордена Пия, Святой Престол
- Большая лента ордена Леопольда, Бельгия
- Кавалер-идальго Королевского дворянского корпуса Мадрида
- Маэстранса Севильи